# Jurovski Dol
Jurovski Dol je naselje, ki je središče Občine Sveti Jurij v Slovenskih goricah.
Jurovski Dol se je kot kraj v pisnih virih prvič pojavil leta 1324 kot Gorigendorf in der Welik. (ÖNB 220)
Kraj se nahaja v dolini potoka Globovnica. V središču naselja leži cerkev, posvečena svetemu Juriju.
Ob cerkvi je prenovljen Slomškov dom, imenovan po Antonu Martinu Slomšku. Načrtovan je bil leta 1824 in zgrajen 1827.V začetku je desetletja služil kot osnovna šola od leta 1909 pa kot kaplanija. Jurovski Dol ima tudi svoj gasilski dom, Pošto odprto že od 1. marca 1889, Osnovno šolo in vrtec zgrajen leta 1909 na današnji lokaciji. Največja znamenitost, ki v Jurovski Dol pritegne tisoče obiskovalcev, je tradicionalna Jurjeva nedelja v mesecu aprilu, občinski praznik, ko se v središču vasi zberejo kolone jezdecev in vpreg s konji. Znamenitost je tudi kulturni dom Ivana Cankarja, kjer se na podlagi šolskega in kulturnega programa odvijajo številne kulturne predstavitve. Ivan Cankar je med svojim kratkim bivanjem v Slovenskih goricah kraj tudi obiskal. Leta 1844 je v leposlovnem listu Styria, prilogi Grazer Zeitung profesor doktor Rudolf Gustav Puff objavil najstarejšo znano povest iz Slovenskih goric, ki sega v leto 1418 z naslovom Zvesta Slovenka ali nemško "Die Treue Wendin", ki jo je odkril prav med obiskom Jurovskega dola.Leta 2017 je bila ta njegova dragocena zapuščina prevedena iz gotice v Slovenski in Nemški jezik. Tako je knjiga bralcem dostopna v Slovenskih in Avstrijskih knjižnicah. 
Jurovski Dol je od Ljubljane oddaljen 145 km, od Maribora 20 km in od avstrijske meje le dobrih 15 km.
V Jurovskem Dolu je bil 7. junija 1992 ustreljen slovenski politik Ivan Kramberger.